# Corina Zambrana
Corina Zambrana Siles (Cochabamba, 29 maggio 1956) è un'ex cestista boliviana.
È la sorella di Norma Zambrana.

## Carriera
Con la Bolivia ha disputato i Campionati mondiali del 1979.